# Episodi di Detective Conan (quindicesima stagione)
Questa è una lista degli episodi della quindicesima stagione della serie anime Detective Conan.

## Lista episodi
| Nº Ja | Nº It | Titolo italiano Giapponese 「Kanji」 - Rōmaji - Traduzione letterale | In onda           | In onda          |
| Nº Ja | Nº It | Titolo italiano Giapponese 「Kanji」 - Rōmaji - Traduzione letterale | Giapponese        | Italiano         |
| 427   | 465   | Una misteriosa scomparsa - prima parte - 「超秘密の通学路（前編）」 - Chōhimitsu no tsūgakuro (zenpen) – "Il percorso segreto per la scuola (prima parte)" | 23 gennaio 2006   | 18 novembre 2009 |
| 427   | 465   | Mitsuhiko è preoccupato perché una sua amica, con la quale aveva un appuntamento, non si è presentata. Prima di scomparire, la ragazza gli aveva comunicato che avrebbe avuto bisogno anche dell'aiuto dei giovani detective. La ragazza somiglia molto ad Ai e Conan teme che l'organizzazione nera possa averla rapita. Inoltre a scuola arriva un nuovo professore, e anche quest'ultimo è sulle sue tracce. |                   |                  |
| 428   | 466   | Una misteriosa scomparsa - seconda parte - 「超秘密の通学路（後編）」 - Chōhimitsu no tsūgakuro (kōhen) – "Il percorso segreto per la scuola (seconda parte)" | 30 gennaio 2006   | 20 novembre 2009 |
| 428   | 466   | Il caso viene risolto poiché Conan riesce a ritrovare la bambina. Il professore, che sembrava una persona sospetta, risulta essere solo un miope un po' distratto e non è un componente dell'organizzazione nera. Al termine della vicenda, Ran dice a Kogoro che è arrivato un nuovo compagno di classe. Ran gli ha subito chiesto se fosse parente di Rena, data la loro effettiva somiglianza, ma il nuovo alunno ha risposto che non lo era. |                   |                  |
| 429   | 467   | Punto di non ritorno - prima parte - 「もう戻れない二人（前編）」 - Mō modorenai futari (zenpen) – "Due che non possono tornare indietro (prima parte)" | 6 febbraio 2006   | 23 novembre 2009 |
| 429   | 467   | Eisuke Hondo, il nuovo compagno di Ran, vuole conoscere Kogoro, così la ragazza lo invita all'agenzia. Poco dopo, un uomo chiede a Kogoro di rintracciare la sua fidanzata, che è scappata con la sua automobile. La donna viene ritrovata morta nell'auto completamente sigillata. |                   |                  |
| 430   | 468   | Punto di non ritorno - seconda parte - 「もう戻れない二人（後編）」 - Mō modorenai futari (kōhen) – "Due che non possono tornare indietro (seconda parte)" | 13 febbraio 2006  | 25 novembre 2009 |
| 430   | 468   | Eisuke dice una frase che permette a Conan di capire come ha fatto l'uomo ad eliminare la sua fidanzata e a far sembrare che si sia suicidata. Narcotizzando Kogoro e utilizzando la sua voce, Conan svela il mistero anche all'ispettore di polizia. Durante la spiegazione, però, Eisuke si domanda cosa ci faccia Conan nascosto dietro Kogoro. |                   |                  |
| 431   | 469   | Il bambino scomparso - prima parte - 「本庁の刑事恋物語7（前編）」 - Honchō no keiji koi monogatari nana (zenpen) – "Storia d'amore alla centrale di polizia 7 (prima parte)" | 20 febbraio 2006  | 27 novembre 2009 |
| 431   | 469   | Ran, Conan e Kogoro sono al ristorante e qui incontrano Chiba e Takagi. I due devono partecipare a una festa organizzata da un amico. Per pura coincidenza, l'organizzatore ha invitato anche Sato e Yumi. Kogoro, Ran e Conan si uniscono a loro. Una delle persone invitate, una donna, decide di tornare a casa perché ha lasciato solo suo cugino di cinque anni e questi non risponde al telefono. I detective si precipitano a casa della donna, ma suo cugino è scomparso. |                   |                  |
| 432   | 470   | Il bambino scomparso - seconda parte - 「本庁の刑事恋物語7（後編）」 - Honchō no keiji koi monogatari nana (kōhen) – "Storia d'amore alla centrale di polizia 7 (seconda parte)" | 27 febbraio 2006  | 30 novembre 2009 |
| 432   | 470   | Conan e Sato indagano per raccogliere le prove. Nel frattempo, il bambino rapito ritorna, ma, nonostante l'organizzatore della festa voglia far decadere l'accusa di tentato rapimento, gli ispettori non possono soprassedere. Parlando con il ragazzino, Takagi riesce a capire chi l'ha rapito e lo raggiunge. |                   |                  |
| 433   | 471   | La magia delle parole 「コナン変な子」 - Konan hen na ko – "Conan: uno strano ragazzino" | 6 marzo 2006      | 2 dicembre 2009  |
| 433   | 471   | Kogoro incontra un famoso scrittore di romanzi. Questi ha alle sue dipendenze un manager e una segretaria che si prendono cura delle questioni burocratiche relative alla pubblicazione dei libri. L'uomo ha inoltre un figlio particolarmente dissennato. Verso sera Kogoro incontra il suo manager che si sta recando a casa dello scrittore perché questi non risponde al telefono. Lui, Kogoro e Conan trovano l'uomo morto. |                   |                  |
| 434   | 472   | Ottimo lavoro, Coeur 「名犬クールのお手柄」 - Meiken Kūru no otegara – "Il grande trionfo del cane Coeur" | 10 aprile 2006    | 4 dicembre 2009  |
| 434   | 472   | Una signora contatta Kogoro per scoprire il motivo per cui il cane dei vicini abbaia minacciosamente ogni volta che la vede. Ran e Conan intervengono in difesa dell'animale, poiché lo conoscono e sanno che è un cane molto docile. Dopo qualche giorno, però, Kogoro viene ricontattato dalla polizia perché il cane ha aggredito la suocera della donna che si era presentata in agenzia. Il cane rischia di essere abbattuto, ma Conan, indagando sul caso, riesce a salvare l'animale. |                   |                  |
| 435   | 473   | Intervista mancata - prima parte - 「探偵団に注目取材（前編）」 - Tanteidan ni chūme shuzai (zenpen) – "Intervista alla Squadra dei Giovani Detective (prima parte)" | 17 aprile 2006    | 7 dicembre 2009  |
| 435   | 473   | L'insegnante dei Giovani Detective, Sumiko Kobayashi, viene contattata da un giornalista che vuole intervistare i ragazzi e scrivere un articolo proprio sulla loro passione per i misteri. A Conan e Ai torna in mente la giornalista Rena Mizunashi, componente dell’Organizzazione che al momento è tenuta sotto osservazione dalla polizia in ospedale. Genta apre la porta di casa del giornalista e lo trova morto. Conan aiuta la polizia a trovare gli indizi necessari per scoprire l'assassino facendo attenzione a non attirare i sospetti dell’insegnante che continua a essere colpita dalle sue brillanti deduzioni. |                   |                  |
| 436   | 474   | Intervista mancata - seconda parte - 「探偵団に注目取材（後編）」 - Tanteidan ni chūme shuzai (kōhen) – "Intervista alla Squadra dei Giovani Detective (seconda parte)" | 24 aprile 2006    | 9 dicembre 2009  |
| 436   | 474   | L'insegnante dei ragazzi non ha mai visto Conan in azione e rimane molto stupita dalla sua perspicacia. Ai si accorge dei sospetti della maestra e chiede a Conan di essere più cauto durante la risoluzione del caso. Per sviare i sospetti, Conan chiede ai Detective Boys di recitare alcune frasi per dare dei suggerimenti a Megure e aiutarlo a scovare chi ha compiuto il delitto. |                   |                  |
| 437   | 475   | La promessa 「上戸彩と新一 4年前の約束」 - Ueto Aya to Shin'ichi yonenmae no yakusoku – "Aya Ueto e Shinichi, la promessa di quattro anni fa" | 8 maggio 2006     | 11 dicembre 2009 |
| 437   | 475   | L'attrice Aya Ueto si presenta a casa di Shinichi per chiedergli aiuto, ma trova Conan, Ran e Sonoko che stanno facendo le pulizie. Aya spiega ai tre che una sua conoscente sembra essere uscita frettolosamente da casa dirigendosi verso Beika. Aya teme che sia capitato qualcosa di spiacevole alla donna. Ran invia un SMS a Shinichi sperando che questi possa aiutarli. |                   |                  |
| 438   | 476   | Messaggi in codice 「お魚メールの追跡」 - Osakana mēru no tsuiseki – "Alla ricerca dei pesci del messaggio" | 15 maggio 2006    | 14 dicembre 2009 |
| 438   | 476   | Conan, Kogoro e Ran si trovano al bar sotto casa, quando la cameriera afferma di ricevere degli strani messaggi al cellulare. I messaggi provengono da un bambino che frequenta spesso il bar. Dal contenuto degli SMS sembra che si trovi in macchina da solo mentre suo padre è a pescare. L'unica cosa che vede dal finestrino dell'auto sono tre pesci e le quattro persone iniziano a cercare il bambino. |                   |                  |
| 439   | 477   | Il romanzo del mistero 「そして誰もいなくなればいい」 - Soshite daremo inakunarebaii – "E sarebbe bello se tutti scomparissero" | 22 maggio 2006    | 16 dicembre 2009 |
| 439   | 477   | Due uomini si rivolgono a Kogoro perché pensano di conoscere la persona che sta cercando di ucciderli. Il sospettato è un amico di entrambi sin dai tempi dell'università. |                   |                  |
| 440   | 478   | Stunt estremo 「極限のカースタント」 - Kyokugen no kā sutanto – "Il limite estremo dell'auto da stunt" | 29 maggio 2006    | 18 dicembre 2009 |
| 440   | 478   | Agasa e i Giovani Detective assistono alle riprese del telefilm di Kamen Yaiba. Uno stuntman vuole provare una scena particolarmente pericolosa e litiga con tutti coloro che si oppongono alla sua decisione. Dopo una violenta lite, l'uomo sale su una delle auto predisposte per la scena e si lancia nel vuoto. La prova, però, non va come dovrebbe e lo stuntman non riesce ad uscire in tempo dall'abitacolo. L'auto precipita e l'uomo muore. Conan scopre che in realtà è stato ucciso. |                   |                  |
| 441   | 479   | A bocca aperta 「最期のアーン」 - Saigo no ān – "L'aah della morte" | 5 giugno 2006     | 21 dicembre 2009 |
| 441   | 479   | Due donne trovano il corpo senza vita di un loro vicino di casa e corrono ad avvisare Kogoro. Le due signore hanno visto uscire dalla casa della vittima un uomo che, per la polizia, diventa subito il principale sospettato dell'omicidio. Conan, però, trova degli indizi che lo portano a pensare che l'assassino sia un'altra persona. |                   |                  |
| 442   | 480   | Delitto sventato 「鉄骨に阻まれた男」 - Tekkotsu ni habamareta otoko – "L'uomo d'intralcio" | 12 giugno 2006    | 23 dicembre 2009 |
| 442   | 480   | Un ragazzo viene quasi colpito da una trave e, cadendo, si rompe una gamba. Conan e i Giovani Detective assistono all'accaduto e chiamano i soccorsi. Takagi trova tra gli effetti personali del ragazzo degli oggetti che gli fanno sospettare che questi avesse intenzione di togliersi la vita. Conan teme che volesse in realtà compiere un omicidio cercando di farlo sembrare un suicidio. |                   |                  |
| 443   | 481   | A pesca di molluschi - prima parte - 「ため息潮干狩り（前編）」 - Tameiki shiohigari (zenpen) – "Raccolta di conchiglie e sospiri (prima parte)" | 26 giugno 2006    | 28 dicembre 2009 |
| 443   | 481   | Conan e i Giovani Detective vanno al mare e si divertono a raccogliere le vongole. I ragazzi restano colpiti dal comportamento di un uomo che sospira ogni volta che raccoglie una vongola e chiedono informazioni per scoprire il motivo del suo malessere. Più tardi i Giovani Detective ritrovano un rastrello e si accorgono che è stato perso dalla persona che aveva destato il loro interesse. Quando i ragazzi gli riportano l'oggetto, trovano il corpo dell'uomo riverso senza vita sul sedile posteriore della sua automobile. |                   |                  |
| 444   | 482   | A pesca di molluschi - seconda parte - 「ため息潮干狩り（後編）」 - Tameiki shiohigari (kōhen) – "Raccolta di conchiglie e sospiri (seconda parte)" | 3 luglio 2006     | 30 dicembre 2009 |
| 444   | 482   | L'uomo è morto a causa del cianuro presente nella sua bottiglia di tè verde. Conan è convinto che si tratti di omicidio. Con l'aiuto dei Giovani Detective, rinviene la prova che conferma la sua teoria e il colpevole viene arrestato. |                   |                  |
| 445   | 483   | Il codice e il gatto 「ロシアンブルーの秘密」 - Roshian Burū no himitsu – "Il segreto del Blu di Russia" | 10 luglio 2006    | 4 gennaio 2010   |
| 445   | 483   | Eri affida a Ran il suo gatto per qualche giorno, ma ad occuparsene, in realtà, è Kogoro, perché lei si trova a scuola per la maggior parte del tempo. All'agenzia investigativa si presenta un uomo che chiede a Kogoro di decifrare un messaggio criptato trovato sul cellulare della figlia. |                   |                  |
| 446   | 484   | Presenze in villa - prima parte - 「封印された洋窓（前編）」 - Fūin-sareta yōmado (zenpen) – "La finestra sigillata (prima parte)" | 24 luglio 2006    | 8 gennaio 2010   |
| 446   | 484   | Eisuke, Ran, Sonoko e Conan fanno una gita, ma l'abitazione dove sono diretti non è raggiungibile perché il ponte è crollato. Per questo motivo, Conan suggerisce di chiedere aiuto ai proprietari di una villa che si trova lì accanto. Qui, i ragazzi conoscono un gruppo di quattro musicisti che hanno acquistato l'abitazione a poco prezzo perché l'edificio è considerato "maledetto". Le persone che vi avevano abitato in passato sono tutte morte tragicamente. Ran racconta che Sonoko iniziò a risolvere i casi cadendo in uno stato di trance, proprio come Kogoro, dal caso dell’uomo bendato nella villa Suzuki in cui era presente anche Conan, e questo dettaglio attira l’attenzione di Eisuke. Quest’ultimo afferma di avere visto una persona che lo osservava da una finestra che sarebbe dovuta essere sigillata. Una delle ragazze viene trovata impiccata nella sua stanza, proprio nel luogo dove si era verificato uno dei decessi in passato. La polizia indaga. |                   |                  |
| 447   | 485   | Presenze in villa - seconda parte - 「封印された洋窓（後編）」 - Fūin-sareta yōmado (kōhen) – "La finestra sigillata (seconda parte)" | 31 luglio 2006    | 11 gennaio 2010  |
| 447   | 485   | Conan risolve il caso e aiuta Yamamura a spiegare i fatti ai presenti. Conan confessa tra sè e sè che non ha voluto rischiare di risolvere il caso addormentando Yamamura o Sonoko a causa della presenza di Eisuke. |                   |                  |
| 448   | 486   | Una serata al cabaret 「目黒の秋刀魚事件」 - Meguro no sanma jiken – "Il caso del pesce Meguro" | 14 agosto 2006    | 13 gennaio 2010  |
| 448   | 486   | Kogoro partecipa a uno spettacolo di cabaret e viene accompagnato da Conan e da Megure. Uno dei comici che si esibiscono durante la serata viene ritrovato morto e i sospetti ricadono su un altro comico caduto in disgrazia per colpa del primo. L'ex-moglie del sospettato si autoaccusa dell'omicidio. Conan sospetta che voglia difendere la persona di cui è ancora innamorata. |                   |                  |
| 449   | 487   | Gli sposi nel mirino - prima parte - 「本庁の刑事恋物語 偽りのウエディング」 - Honchō no keiji koi monogatari - Itsuwari no uedingu – "Storia d'amore alla centrale di polizia - Matrimonio fasullo [Speciale di 1 ora]" | 21 agosto 2006    | 15 gennaio 2010  |
| 449   | 487   | Una coppia di promessi sposi viene minacciata da un delinquente che vorrebbe recapitare loro un "regalo" proprio nel giorno del matrimonio. La polizia indaga fra gli invitati presenti alla cerimonia. Per non far correre rischi agli sposi, Yumi e Takagi prendono il loro posto. |                   |                  |
| 449   | 488   | Gli sposi nel mirino - seconda parte - 「本庁の刑事恋物語 偽りのウエディング」 - Honchō no keiji koi monogatari - Itsuwari no uedingu – "Storia d'amore alla centrale di polizia - Matrimonio fasullo [Speciale di 1 ora]" | 21 agosto 2006    | 18 gennaio 2010  |
| 449   | 488   | C'è qualche discrepanza nella ricostruzione dell'aggressione subita dalla coppia di promessi sposi e questo porta Conan a dubitare della veridicità delle affermazioni riportate dai due. I poliziotti, capitanati da Megure, tendono una trappola alla vera "mente" del piano criminoso. |                   |                  |
| 450   | 489   | Le insidie della magia - prima parte - 「トリックVSマジック（前編）」 - Trick versus magic (torikku VS majikku) (zenpen) – "Abilità contro magia (prima parte)" | 28 agosto 2006    | 31 ottobre 2010  |
| 450   | 489   | Kogoro viene contattato da un famoso illusionista per scoprire quale delle cinque persone che compongono il suo staff ha intenzione di ucciderlo. Durante lo spettacolo serale, al quale presenziano anche Ran e Conan, il mago muore annegato nella vasca che veniva utilizzata per lo svolgimento di uno dei numeri in programma. |                   |                  |
| 451   | 490   | Le insidie della magia - seconda parte - 「トリックVSマジック（後編）」 - Trick versus magic (torikku VS majikku) (kōhen) – "Abilità contro magia (seconda parte)" | 4 settembre 2006  | 1º novembre 2010 |
| 451   | 490   | Analizzando il video realizzato da uno dei membri dello staff e gli strumenti utilizzati dall'illusionista per realizzare il suo ultimo trucco, Conan capisce che la morte dell'uomo non è stata accidentale. Utilizzando la voce di Kogoro, Conan rivela il nome del colpevole. |                   |                  |
| 452   | 491   | Il fantasma di Konpira - prima parte - 「こんぴら座の怪人」 - Konpira-za no kaijin – "Il misterioso componente della troupe Konpira [Speciale di 1 ora]" | 11 settembre 2006 | 2 novembre 2010  |
| 452   | 491   | Ran, Conan, Kogoro e Sonoko vengono invitati da Tamanosuke a una rappresentazione teatrale. Qui, i quattro scoprono che la protagonista dello spettacolo è stata minacciata ed è rimasta ferita a causa del crollo di parte della scenografia. Conan rileva alcune analogie tra l'accaduto e la trama de "Il fantasma dell'opera". Durante la rappresentazione, la protagonista si sente male e viene sostituita proprio nel momento in cui alcune persone notano un'ombra al piano superiore. Successivamente, uno dei componenti della troupe viene assassinato e, sulla scena del delitto, viene trovato Tamanosuke. |                   |                  |
| 452   | 492   | Il fantasma di Konpira - seconda parte - 「こんぴら座の怪人」 - Konpira-za no kaijin – "Il misterioso componente della troupe Konpira [Speciale di 1 ora]" | 11 settembre 2006 | 3 novembre 2010  |
| 452   | 492   | Tamanosuke afferma di essere stato colpito alle spalle e di essere stato condotto con l'inganno sul luogo del delitto. Conan indaga e riesce a scoprire il colpevole. Conan addormenta Sonoko e convince l'assassino a costituirsi e liberare la persona che ha preso in ostaggio. |                   |                  |
| 453   | 493   | Un'anteprima di karma e di amicizia 「因縁と友情の試写会」 - Innen to yūjō no shishakai – "Un'anteprima di destino ed amicizia" | 23 ottobre 2006   | 4 novembre 2010  |
| 453   | 493   | Conan, Agasa ed i Giovani Detective si recano al cinema per vedere l'anteprima del film "Star Blade". Qui, i ragazzi conoscono un uomo che si comporta in modo molto socievole con tutte le persone che sono in fila per entrare. Ad un certo punto, l'uomo si allontana per incontrare un amico e chiede ad Agasa di tenere i suoi oggetti personali. Conan trova questa azione molto sospetta. |                   |                  |
| 454   | 494   | Un delitto perfetto - prima parte - 「ひっくり返った結末（前編）」 - Hikkurikaetta ketsumatsu (zenpen) – "La conclusione capovolta (prima parte)" | 30 ottobre 2006   | 5 novembre 2010  |
| 454   | 494   | Uno scrittore viene raggiunto dalla persona che deve ritirare la bozza del suo nuovo romanzo nell'albergo dove questi risiede per eseguire le ultime correzioni. Mentre l'uomo attende l'ultimazione del libro, lo scrittore esce dalla stanza travestito da cameriere e si reca a recuperare il testo dalla persona che realmente scrive i suoi romanzi. Qui, però, lo scrittore uccide il ragazzo e sottrae sia il "suo" romanzo, sia un giallo che il giovane stava scrivendo. Conan e i Giovani Detective, mentre giocano a baseball, lanciano per sbaglio la palla in casa della vittima e, così, scoprono il cadavere. |                   |                  |
| 455   | 495   | Un delitto perfetto - seconda parte - 「ひっくり返った結末（後編）」 - Hikkurikaetta ketsumatsu (kōhen) – "La conclusione capovolta (seconda parte)" | 6 novembre 2006   | 6 novembre 2010  |
| 455   | 495   | Conan analizza la situazione e capisce che è stato lo scrittore a eliminare il giovane. Conan, però, non ha modo di provarlo perché il colpevole ha un alibi confermato dall'addetto che lo attendeva fuori dalla stanza dell'albergo. |                   |                  |
| 456   | 496   | Il mio mistero preferito 「俺が愛したミステリー」 - Ore ga aishita mistery (misuterī) – "Il mistero che io amavo" | 13 novembre 2006  | 7 novembre 2010  |
| 456   | 496   | Una scrittrice viene trovata senza vita nella sua abitazione. Conan e Kogoro giungono sulla scena del delitto seguendo Megure. Gli unici sospettati sono i due ragazzi che hanno trovato il corpo. L'ora del decesso è stabilita tra le sette e le nove e, in questo lasso di tempo, entrambi i ragazzi hanno un alibi. Uno dei ragazzi si discolpa utilizzando come alibi una consegna di sushi per la scrittrice. Sarà questo dettaglio a far capire a Conan chi è il colpevole. |                   |                  |
| 457   | 497   | Il fazzoletto rosso - prima parte - 「園子の赤いハンカチ（前編）」 - Sonoko no akai hankachi (zenpen) – "Il fazzoletto rosso di Sonoko (prima parte)" | 20 novembre 2006  | 8 novembre 2010  |
| 457   | 497   | Sonoko si reca, con Ran e Conan, nel luogo dove è stata girata una soap opera con l'obiettivo di lasciare un fazzoletto rosso per segnalare a Makoto il luogo del loro prossimo incontro. I rami degli alberi, però, sono pieni di fazzoletti rossi annodati da altre fan che hanno voluto simulare le gesta della protagonista. Verso sera, i tre ritornano nel bosco e scoprono il cadavere di un uomo incontrato in mattinata. |                   |                  |
| 458   | 498   | Il fazzoletto rosso - seconda parte - 「園子の赤いハンカチ（後編）」 - Sonoko no akai hankachi (kōhen) – "Il fazzoletto rosso di Sonoko (seconda parte)" | 27 novembre 2006  | 9 novembre 2010  |
| 458   | 498   | Conan raggiunge l'assassino nel bosco per smascherarlo. Qui, Conan scopre che l'uomo è a capo di una banda e viene accerchiato dagli uomini che erano nascosti nel bosco. Anche Sonoko e Ran, preoccupate per Conan, lo raggiungono e cadono nella trappola. Solo l'intervento di Makoto permette di sbloccare la situazione. |                   |                  |
| 459   | 499   | L'uomo dalle regole ferree 「怪人ガチガチ規則男」 - Kaijin gachigachi kisoku otoko – "Un uomo troppo rigido verso le regole" | 4 dicembre 2006   | 10 novembre 2010 |
| 459   | 499   | Un uomo confessa di avere compiuto un omicidio, ma dichiara che si è trattato di legittima difesa. La vittima è una donna molto sgarbata mentre l'omicida è famoso in tutto il quartiere per la sua rettitudine. Conan, che è venuto fortuitamente a conoscenza del caso, non è convinto della confessione rilasciata dall'uomo. Infatti l'uomo ha ucciso volontariamente la signora. |                   |                  |
| 460   | 500   | Gli indizi della maestra 「1年B組大作戦!」 - Ichi-nen bī-kumi dai sakusen! – "La grande operazione della classe 1ªB!" | 15 gennaio 2007   | 11 novembre 2010 |
| 460   | 500   | Kobayashi è sparita e in aula sono comparsi dei messaggi in codice. Conan capisce subito che si tratta di un gioco ideato da Kobayashi per favorire l'integrazione di alcuni nuovi alunni. |                   |                  |
| 461   | 501   | La pagina scomparsa 「消えた1ページ」 - Kieta ichi pēji – "Una pagina scomparsa" | 22 gennaio 2007   | 12 novembre 2010 |
| 461   | 501   | Conan e i Giovani Detective trovano un libro a cui manca una pagina. Grazie al racconto di una loro compagna di scuola, i ragazzi riescono a capire chi può essere stato. A scuola, Kobayashi scopre che una pietra preziosa è sparita dall'aula di scienze. |                   |                  |
| 462   | 502   | L'ombra dell'organizzazione - prima parte - 「黒の組織の影 幼い目撃者」 - Kuro no soshiki no kage - Osanai mokugekisha – "L'ombra dell'Organizzazione nera - Un piccolo testimone" | 29 gennaio 2007   | 13 novembre 2010 |
| 462   | 502   | Jodie, James e Shuichi discutono su cosa fare con Rena Mizunashi che ancora non ha riacquistato i sensi. Jodie rivela di aver indagato sul suo passato ma di non essere riuscita a risalire ad alcuna informazione e Shuichi fa notare che il nome di Rena in realtà è falso. Nel frattempo in bambino si presenta assieme al padre nell'agenzia investigativa di Kogoro e rivela di avere visto l'assassino di un cantante famoso. Grazie all'aiuto di Eisuke, Kogoro, Ran e Conan trovano un indizio per la soluzione del caso. Conan rimane perplesso dai modi di fare di Eisuke perché sono molto simili a quelli di Rena. |                   |                  |
| 463   | 503   | L'ombra dell'organizzazione - seconda parte - 「黒の組織の影 奇妙な照明」 - Kuro no soshiki no kage - Kimyō na shōmei – "L'ombra dell'Organizzazione nera - La strana illuminazione" | 5 febbraio 2007   | 14 novembre 2010 |
| 463   | 503   | Alla fine del caso, Conan sospetta che Eisuke possa avere qualche rapporto con Rena perché egli continua a fare continui riferimenti a una persona famosa con la quale Goro ha interagito poco tempo addietro e di cui adesso si sono perse le tracce. A Conan sorge dunque il sospetto che possa essere stato inviato dall'Organizzazione nera per scoprire dove viene tenuta nascosta la donna. |                   |                  |
| 464   | 504   | L'ombra dell'organizzazione - terza parte - 「黒の組織の影 謎の高額報酬」 - Kuro no soshiki no kage - Nazo no kōgaku hōshū – "L'ombra dell'Organizzazione nera - Il mistero della grande ricompensa" | 12 febbraio 2007  | 15 novembre 2010 |
| 464   | 504   | Gin e Chianti ricordano quando Rena aveva scoperto una spia nell'Organizzazione nera e, nonostante quest'ultimo l'avesse torturata, la ragazza era riuscita a mordergli la mano e ad ucciderlo. Intanto, Eisuke convince Kogoro a recarsi nel luogo dove sembra svolgersi una faccenda simile a quella del racconto La Lega dei Capelli Rossi di Sherlock Holmes: un uomo viene pagato molto per trasportare sacchi dell'immondizia in un'azienda e poi riportarli a posto. Qui, Conan, Ran, Eisuke e Kogoro incontrano per caso Takagi e Megure che stanno indagando su un caso di omicidio avvenuto proprio nell'abitazione del bambino che ha provocato l'incidente di Rena. Kogoro viene invitato a scoprire il colpevole dalla governante della casa. Il bambino afferma che il delitto è opera della signora straniera vestita di nero che, inseguito all’incidente a cui egli aveva assistito, gli ha chiesto se lui avesse parlato ai suoi genitori del volto delle persone coinvolte nell’incidente. Conan nutre forti sospetti che Eisuke abbia voluto sottoporre questo caso a Kogoro per ottenere informazioni su Rena. |                   |                  |
| 465   | 505   | L'ombra dell'organizzazione - quarta parte - 「黒の組織の影 真珠の流れ星」 - Kuro no soshiki no kage - Shinju no nagareboshi – "L'ombra dell'Organizzazione nera - La stella cadente di perla" | 19 febbraio 2007  | 16 novembre 2010 |
| 465   | 505   | Conan riesce a risolvere il caso e spiega chi è il colpevole utilizzando la voce di Kogoro. Ran rivela che Eisuke si è allontanato dopo avere chiesto al bambino molte informazioni riguardo ad una donna straniera con cui aveva parlato poco dopo la morte della madre. Conan capisce che questa misteriosa donna è Vermouth. Nel frattempo, Gin ricorda il cognome della spia uccisa da Kir: Hondo. |                   |                  |